# Phongsali
Phongsali (v laoštině:ຜົ້ງສາລີ) je město naa severu Laosu. V roce 2010 měl okolo 15 tisíc obyvatel.